# Свято-Юріївська церква с. Малий Шпаків

## Історія храму
Як засвідчують архівні джерела, колись у Шпакові була церква. Та що з нею сталося - невідомо. Для православного християнина храм - це не просте місці для молитви, а місце, в якому людина відновлює свій божественний образ через Причастя Святих Животворчих Таїн Христових. Це місце, де поєднується земне і небесне, тимчасове і вічне. Тому православні по-особливому відносяться до храму, з пошаною і благоговінням. На території Малошпаківської сільської ради церкви не було. І це засмучувало місцевих жителів, які ходили на службу Божу в сусідні села.
І ось, з ініціативи Івана Євгеновича Поровського та його сина Миколи Івановича в хаті подружжя Михайла Гнатовича та Любові Мефодіївни Філіпчуків, їхніх сусідів Ольги Іванівни Троцюк, Віри Максимівни Павлічук, було вирішено скликати схід села і розпочати будівництво храму. Де черпали наснагу де до всього доброго ці люди? Взірцем віри в Бога для них були їх батьки, діди та прадіди, які прищепили їм любов до Бога, до храму.
Благоговіння і віра тоді були на обличчях цих людей. Іван Євгенович завжди повторював: «Від наших батьків ми навчилися «Отче наш...», а в нас немає навіть церкви. Тож побудуймо храм на добру пам’ять усіх поколінь села, во славу Господу Богу». Сльози, тиху радість випромінювали обличчя цих людей та свідчили про їх душевну доброту.
6 травня 1995 року зібрався схід жителів села, на якому було прийнято рішення просити владу дозволу будувати храм Божий у селі Малий Шпаків. На цьому зібранні створили парафіяльну раду, головою якої став Микола Йосипович Колісов, та ревізійну комісію, які були зареєстровані у виконкомі Рівненської районної ради і Рівненської обласної ради, і цим документом парафіянам було надано право на спорудження храму. Назвати церкву вирішили на честь Юрія Переможця, оскільки схід села відбувся саме на день Святого Юрія.
У липні 1995 року відбулась урочиста закладка фундаменту нової Свято-Юріївської церкви. Звершив освячення каменю під будову храму Святійший Патріарх Руси-України Філарет. Співслужили йому митр. прот. Петро Швець (нині покійний), прот. Юрій Бакун та інші священики.
Господь подарував тоді гарний, ясний, погожий день, а також благословив працю будівничих, бо все було злагоджено, чітко.
У фундамент було закладено капсулу з духовними побажаннями майбутнім поколінням.
З великим натхненням і надією на духовне відродження села взявся за будівництво храму Іван Євгенович, який зібрав дуже багато пожертв на його будівництво. Допомагав йому в усьому його син Микола Поровський - народний депутат України. Великий об’єм робіт виконали Федір Войтович, справжній християнин, який мав високу духовну культуру, мудрість, велику любов до людей і самопожертву. Саме ці риси його характеру спонукали односельців брати приклад з Федора Федоровича. Це людина безперервної праці, витримки і зібраності, внутрішньої дисципліни. Такі ж слова варто віднести і до Йосипа Гуза, Вацлава Пачевського, Федора Пацая. Спонсорували будівництво ПСП «Україна» (голова Г.І. Григорчук); ПСП «Злагода» (голова О.Т. Кухарчук, який, до речі, ніколи й ні в чому не відмовляв у будівництві храму), Малошпаківський АРЗ (директор Д.М. Ратовський); місцевий побуткомбінат (директор І.С. Миронець). Церква будувалася в основному за кошти жителів сіл М. Шпаків, В. Шпаків, Підгірці, Заріцьк. Пізніше велику спонсорську допомогу на будівництво храму надав Данило Михайлович Корилкевич.
Багато коштів на будівництво Свято-Юріївського храму зібрала Софія Модестівна Якимчук, жителька села Плоска. Вона зібрала стільки коштів, як ніхто в селі. Чи гарна погода, чи негода, мряка, мороз - Софія Модестівна подорожує від села до села, від міста до міста й привозить значну суму коштів. Вона не шкодує свого часу, сили і здоров’я, не дивлячись на те, що має чимале господарство, бо хоче щоб і в її селі красувався чудовий храм. Пані Софія знає, що храм Божий є місцем освячення й благословення тих, що йдуть до шлюбу, на народження дітей і створення християнської сім’ї, що Церква завжди молиться і за живих, і за померлих. Це ревна і щира християнська душа. На будівництво храму жертвують як незаможні, так і багаті люди. А скільки Софія Модестівна залучила спонсорів на будівництво храму! Бо ще з самого початку християнства на Русі це вважалося доброчесністю і було найулюбленішою справою таких людей, як Софія Якимчук. Це людина, в якої глибоке серце, зоране стражданням і жалем, любов’ю і горем. І в таке серце слово Боже падає як насіння і приймається доброю землею: пускає корені, оживає всім досвідом життя цієї людини, і стражданням, і радістю - усім живиться, проростає і приносить плід. Дай, Боже, їй сили і наснаги на завтрашній труд. Нехай оминають її серце негаразди, смуток, а наповнюється воно здоров’ям, радістю, миром, зігрівається теплом рідних та близьких людей, друзів. Вона ніби діє за словами Ісуса Христа:
Просіть - і буде вам дано,
Шукайте - і знайдете,
Стукайте - і відчинять вам,
Бо кожен, хто просить - одержує, 
Хто шукає - знаходить,
А хто стукає - відчинять йому (Мф.7; 7, 8).
Кошти на будівництво храму збирають і інші односельчани: М.Г. Кононець, Л.Н. Шевчук, Павліна Гуз, Антоніна Литвинчук, Ніна Кордонець, Надія Баша.
Тож нехай, наче в добрій казці, збудуться всі ваші побажання, дорогі парафіяни, а Всемилостивий Господь дарує вам здоров’я.
Проект нової церкви був розроблений архітектором Віктором Ковальчуком, очолював спорудження храму Іван Поровський. Було переглянуто багато зразків різних храмів, щоб застосувати в себе найкращі їх витвори. Цей храм будується в стилі українського бароко, округлої форми з одним великим куполом і чортирма малими.
Урочисто звершили чин освячення Хреста і купола протоієреї Володимир Ковальчук (на той час був настоятелем Свято-Юріївської церкви) та Юрій Степанчук (настоятель у с. Озеряни Дубенського району).
Піднесено зазвучав спів тропаря «Спаси, Господи, людей Твоїх». За цією історичною подією слідкували сотні пар щасливих очей вірних.
Змонтували купол Володимир і Роман Мельничуки, Віктор Бондарчук. Хрест приварив до купола Федір Пацай.
Треба зазначити, що хоч храм і будується більше десяти років, однак він стане справжньою духовною окрасою Малого Шпакова.
Одним із найперших активних членів побудови храму були: Іван Поровський і його син Микола, Федір Войтович і його син Михайло, Софія Якимчук, Вацлав Пачевський, Валентина Ратовська, Микола Колісов, Микола Ковальчук, Андрій Глущук, Феофанія Доманська, Надія Грищенко, Павлічук Віра, Федір Пацай, Марія Кононець, Володимир Якимчук, Вікторія Мельничук, Григорій Іващук, Петро Ковальчук, Володимир Кубенко, Надія Баша, Андрій Бондарчук, Павлі-на Гуз, Лідія Якімчук, брати Пашко: Микола, Іван та Антон, Надія Парфенюк, Григорій Іващук, Віра і Павло Гусь, Олена Негребська, Володимир Прокопчук, Неоніла Колісниченко, Любов Філіпчук, Галина Дзигальчук, Галина і Людмила Музичук, Софія Кутницька, Олександр і Любов Свінтицька, Адам Волошин. Першим старостою Свято-Юріївської церкви був Федір Федорович Войтович.
Доброго слова заслуговує скарбник Неоніла Семенчук. Просфори пекли Любов Філіпчук, Віра Гусь, Любов Василишина, Євгенія Панасюк та ін.
Священик є продовжувачем і найближчим служителем Сина Божого, про якого апостол Павло сказав: «Він є мир наш» (Еф. 2,14). Вірним, мудрим, велелюбним - таким запам’ятався перший священик Свято-Юріївської церкви протоієрей Юрій Бакун.
Розважливим та стриманим був і другий священик протоієрей Володимир Ковальчук (нині він очолює парафію в с. Варковичі Дубенського району), який мав досвід душевної мужності, можливо, іноді терпляче зносив образи, дошкульні слова, безпідставні і марні докори, але продовжував розбудовувати церкву в селі. Він був прикладом для пастви, словами і ділами повчав своїх парафіян. Його взаємини з людьми будувались у дусі взаєморозуміння, одностайності, братерства, миру. Прослужив протоієрей Володимир Ковальчук на парафії 12 років.
З особливим благоговінням ставиться до пастирського служіння нинішній настоятель Свято-Юріївської церкви ієрей Яків Савінов - випускник Рівненської Духовної семінарії, який своїм прикладом і служінням засіває добрі почуття і думки в душах парафіян, несе свідчення апостольської любові до ближніх.
Стоячи перед престолом Божим на землі, подібно до ангелів небесних, священик Яків приносить Богові подячну жертву за всіх вірних, уздоровлює мудрим словом від духовної немочі хворих, випрошує благодатну поміч, благословляючи тих, що єднаються союзом шлюбним, проповідує слово Боже, молиться за живих і померлих у вірі й надії на їхнє воскресіння, навертає заблудлих на праведний шлях. Одних навчає, інших утішає.
Не стоїть священик Яків осторонь і будівництва храму. Він добивається у спонсорів коштів, сам особисто колядує з церковним хором. Заколядовані
гроші повністю використовуються на будівництво храму. А які цікаві, змістовні, повчальні проповіді виголошує ієрей Яків! Він повчає і сам навчається. В його очах полум’яніє жива віра в Христа-спасителя, слугою Якого він є.
Одночасно із будівництвом Свято-Юріївського храму парафіяни думали і про наповнення його церковними атрибутами. Для цього жертвували вірні: одні -  вишиті рушники, скатертини та килими, інші - ікони. Мабуть, немає в селі сім’ї, яка стояла б осторонь цієї справи. Першою богослужбовою книгою, придбаною для храму, було напрестольне євангеліє. Про це подбав народний депутат України першого скликання Микола Поровський. Велику офіру внесла Віра Павлічук, яка продала квартиру й придбала переносну ікону Божої Матері, Голгофу, Гріб Господній, Воскресіння, два підсвічники.
Феофанія Доманська пожертвувала тетрапод та два підсвічники до нього, Неоніла Семенчук - два аналойчики та голубі ризи, Ганна Музичук - ікону Юрія Переможця, дві пари хоругв офірувала Павліна Гуз, одну пару - Марія Кононець. Сільська школа подарувала ікону Божої Матері, ікону «Змилування» - Надія Хаврай, декілька різних ікон Богородиці - інші парафіяни. Майстерно вишиті ікони офірувала храму чудова майстриня, шанована в селі Марія Бережнюк. Деякі парафіяни приносили дарунки церкві, не бажаючи розголошення. Таким чином було подаровано оновлену ікону Божої Матері, кивот тощо. Те, що розпочали батьки, продовжили їх діти. Наприклад, Поровський Микола продовжив справу батька Івана; Михайло Войтович - батька Федора. Справу Єви Пашко підхопили три її сини - Микола, Іван та Антон.
Із приходом першого священика прот. Юрія Бакуна був організований перший хор, регентом якого стала матушка Марія Бакун. Вона дуже добре знала церковний устав і вміло керувала церковним співом. У хор із задоволенням йшло чимало парафіян. Першими хористами у храмі були Тетяна Якимчук, Микола і Люся Колісови, Надія Кузьмич, Микола Коновальчук, Микола Шевчук, Неоніла Приступа, Неоніла та Антоніна Літвінчук, Леоніда Шах, Ніна Кор-донець, Любов Філіпчук, Іван Поровський, Вікторія Потапчук, Надія Ківенко, Євгенія Паульс, Вікторія і Володимир Мельничуки.
Ось уже 15 років лунає церковний спів, незмінним диригентом якого є Валентина Євтухівна Пачевська. Багато це чи мало? Важко сказати. Зате із яким поважним доробком: у репертуарі хору понад 150 духовних творів. Репертуар постійно оновлюється новими творами, адже диригент добором репертуару вимальовує своє творче обличчя, своє творче «я». У репертуарі хору багато духовних творів різного ступеня складності, а саме «Отче наш» М. Леонтовича, «Херувимська» Д. Бортнянського, «Алілуя» М. Леонтовича, ігумена Володимира, «Достойно є» М. Леонтовича, «Святий Боже» Архангельського, Стеценка, Леонтовича, «Милість миру» Староруського, Архангельського, «Велика єктенія» Кошиця, Давидовського, Архангельського; високодуховні твори К. Стеценка, М. Леонтовича, Д. Бортнянського, М. Лисенка. Творчим кредо диригента є збагачення репертуару за рахунок творів насамперед українських композиторів.
Справедливо буде сказати, що нині хор Свято-Юріївської церкви не мислиться без регента Валентини Пачевської та її чоловіка п. Вацлава. Скільки добрих справ для церкви зробило це духовне подружжя! А скільки радості мешканцям села під час Різдвяних свят приносить спів колядок. Валентина Євтухівна плідно працює з хором над удосконаленням виконавської майстерності, працює самовіддано і безкорисливо. За роки змінювався склад хору, оновлювався, збільшувався. Ще зі шкільної парти, а потім, навчаючись в РДГУ, відвідувала хор та була постійним читцем і помічником регента Євгенія Мазурок.
Постійно співають у хорі: ведуче сопрано Галина Пущик з чоловіком Петром, Валентина Черниш, Богдан Пахолюк, Софія Якимчук, Марія Кононець, Зоя Коновальчук, Василь Сірко, Олена Удод, Лідія Шевчук, Юлія Воробей, Світлана Кубенко, Тетяна Семанчук. Приємно також відзначити, що співає в колективі молода хористка, нині викладач РДГУ Катерина Музичук. Мабуть, духовний спів, голос передала їй бабуся Любов Філіпчук, яка була досить активною першою хористкою в церковному хорі. Співайте ж і надалі, наші славні хористи! І нехай ніколи не торкнеться струн ваших сердець фальшивий тон, або ж нещира інтонація, бо чистота тону та інтонації - головне у духовній музиці.
За заснування Свято-Юріївського храму УПЦ КП боролося багато людей, але, на жаль, деякі з них відійшли у вічність, не дожили до того часу, коли нова церква відкриє свої двері, Ось їхні імена: Тетяна і Володимир Якимчуки, Віктор, Микола, Надія і Петро Коновальчуки, Микола Колісов, Ольга Музичук, Євгенія Мерена, Марія Пилип’юк, Ольга Кухарчук, Михайло і Олександр Кузьмичи, Олександр Шах, Йосип Гуз, Никифор Якимчук, Леонід Бондарчук, Володимир Парфенюк, Єва та Михайло Пашко, Віталій Кордонець, Іван Поровський, Леонід Маламарчук, Кухатчук Неоніла, Ганна Музичук, Ольга Троцюк, Ганна Ціпак, Михайло та Любов Філіпчуки, Віра Павлічук, Володимир Гусь, Федір Войтович, Микола Вальчук, Микола Велешко, Євгенія Вознюк, Лідія Кивенко. Невимовний жаль охоплює від усвідомлення того, що ці парафіяни вже не побачать своєї новозбудованої святині. Нехай же душі їх оселяться там, де всі святі спочивають, а живі пам’ятають про них вічно. Побудова храму - це особливо радісна і велика подія в житті парафіян. Адже дім Божий - це те місце, де відбувається лікування людських душ, де кожна людина через Таїнства і любов до Бога та ближніх, стає ближчою до Бога, до Царства Небесного.
Село Малий Шпаків дуже мальовниче поселення. Серед вишневих садів Свято-Юріївський храм стане не тільки символом духовного відродження України і окрасою цього села, але й місцем, де всі зможуть спілкуватися з Господом.

## Геолокація храму
Щоб знайти храм на картах Google натисніть тут

## Панорама 360
Для перегляду храму в панорамі 360 натисніть тут